# Ipoet II
Ipoet II was koningin van de 6e dynastie van Egypte. Zij regeerde aan de zijde van koning (farao) Pepi II, die ook haar broer was ca. 2245 tot 2180 v. Chr. Ipoet II was een kleindochter van Ipoet I, langs die haar zoon Pepi I. Neith wordt als haar zuster beschouwd, die eveneens gemalin van Pepi II was. Van eventuele kinderen uit deze huwelijken is niets geweten.
De vorige Egyptische koningin was mogelijk Anchenespepi IV. Opvolgster van Ipoet II als koningin was waarschijnlijk Udjebten, eveneens gemalin van Pepi II.

## Grafpiramide
Het piramidecomplex van Ipoet II bestond uit een piramide en een kleine dodentempel in L-vorm gebouwd en lag aan de noordwestelijke zijde van het grafgebouw van haar gemaal. Het bouwwerk heeft een lengte van 22 m en was oorspronkelijk 15,8 m hoog, maar is vandaag bijna volledig ingestort. De oost- en de westkant werden door de dodentempel ingesloten. Aan de zuidoostkant staat een kleine cultuspiramide. Een uitstekend gedeelte vormt de sarcofaagdeksel. De inscriptie was onleesbaar in de tijd van de ontdekking, maar met moderne fototechniek is men erin geslaagd eruit af te leiden dat het om koninklijke annalen van de 6e dynastie gaat.
Ipoet II werd dicht bij Pepi II begraven in Saqqara en in haar graf was een versie van de Piramideteksten aanwezig.
In een van de opslagkamers van de dodentempel vonden archeologen de granieten sarcofaag van koningin Anchenespepi IV, die eveneens gemalin van Pepi II was. Het is nog niet helemaal duidelijk of zij daar oorspronkelijk werd begraven, binnen het complex van Ipoet II, of dat zij eerst elders werd begraven en daarna naar deze plaats overgebracht tijdens de eerste tussenperiode.
De sarcofaag van Anchenespepi draagt inscripties met historisch interessante teksten die enig licht werpen op de geschiedenis van de vroege tijd van de 6e dynastie. De tekst was erg moeilijk te ontcijferen, maar er zijn minsten gedeeltelijke vertalingen mogelijk geweest. Uit de tekst wordt duidelijk dat Userkare een viertal jaren regeerde, maar dat de praktijk van "damnatio memoriae" avant la lettre ertoe leidde dat zijn naam nadien van de optekeningen werd weggewist.

## Titels
Van Ipoet II zijn als koninginnentitels bekend:
- ‘‘Koninklijke dochter’‘ (s3t-niswt)
- ‘‘Oudste koninklijke dochter’‘ (z.t-nỉswt-šms.t)
- ‘‘Koninklijke vrouwe‘‘ (hmt-nisw)
- ‘‘Koninklijke vrouwe, zijn geliefde’‘ (hmt-nisw meryt.f)
- ‘‘Koninklijke vrouwe, zijn geliefde van Neferkare-men-ankh’‘ (ḥm.t-nỉswt mrỉỉ.t=f nfr-k3-rˁ-mn-ˁnḫ)
- ‘‘Zij die Horus en Seth ziet’‘ (m33t-hrw-stsh)